# Woutherus Mol

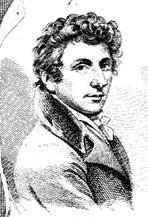
Woutherus Mol (door onbekende artiest)

Woutherus Mol (Haarlem, 21 maart 1785 - 30 augustus 1857, aldaar) was een Nederlands kunstschilder. 

## Leven en werk
Mol kreeg teken- en schilderlessen van de Haarlemse schilder H. van Brussel. In 1806 vertrok hij naar Parijs, met brieven van aanbeveling aan de bloemschilder Van Spaendonck. Later werd Woutherus Mol als lid van een groep jonge kunstenaars door Koning Lodewijk als kwekeling naar Parijs gestuurd, waar hij studerde onder Jacques-Louis David en een bestaan als kunstschilder opbouwde. Hij keerde na 1813 terug naar zijn geboorteplaats, waar hij zijn talent verder ontwikkelde.
Woutherus Mol maakte in 1818 naam met zijn schilderij Het sterfbed van Willem van Oranje, dat door de weduwe van de prins voor 1800 gulden werd aangekocht. Dit werk werd uiteindelijk ook zijn ondergang: over het schilderij deden al snel geruchten de ronde dat het niet geheel van zijn hand was. Latere werken werden van mindere kwaliteit geacht en de algemene opinie keerde zich tegen hem, waaronder hij zeer leed. Zijn vrienden bestelden werk bij hem om hem aan te moedigen, maar met Woutherus ging het steeds slechter: hij werd "zenuwziek" verklaard en omstreeks 1846 werd hij naar het Rooms-Katholieke Wees- en armenhuis in Haarlem overgebracht, waar hij in 1857 overleed. Gedurende de laatste tien jaar van zijn leven heeft hij niet meer geschilderd, niettegenstaande een zekere herwaardering voor zijn werk.

## Galerij

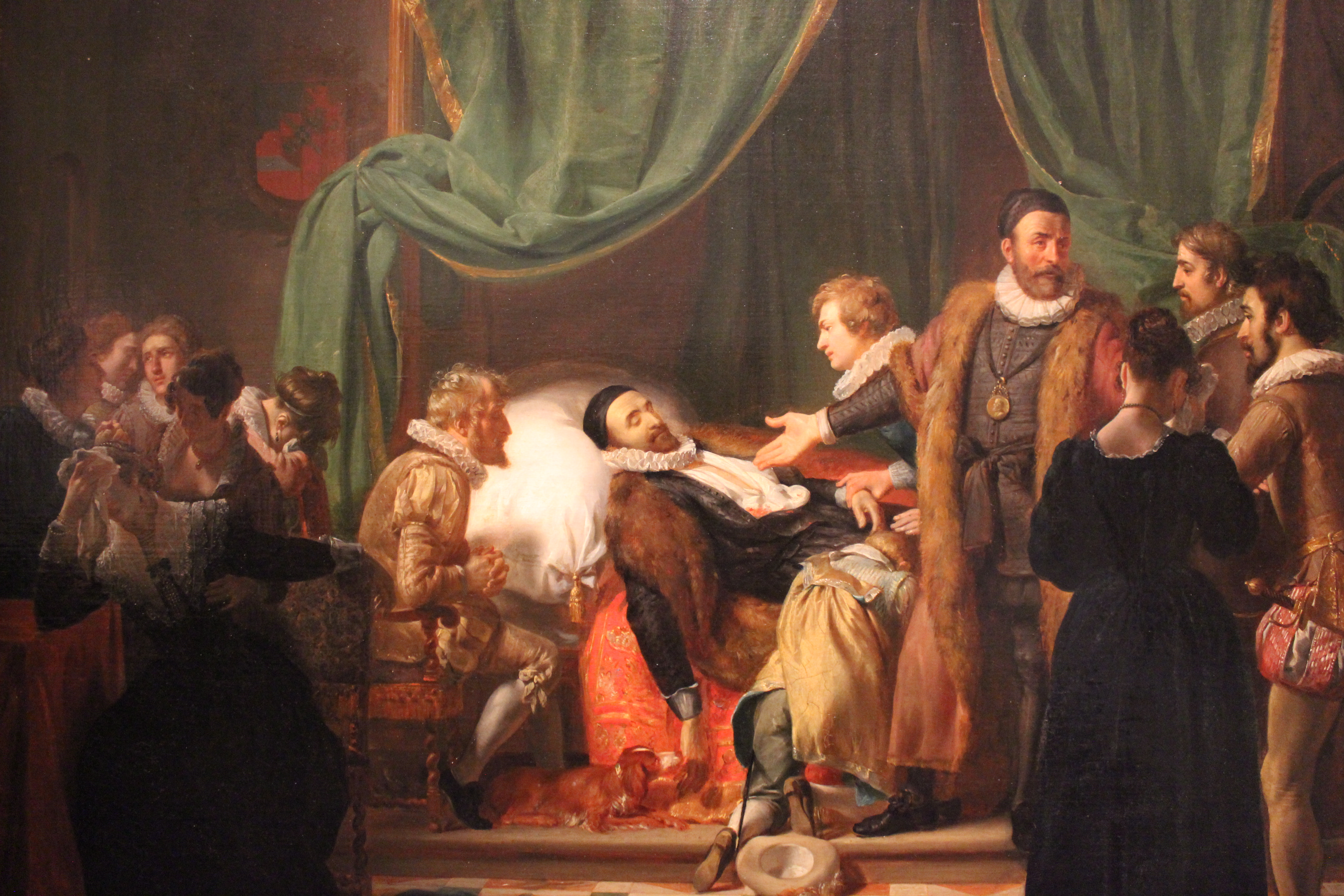
Het sterfbed van Willem van Oranje (1818), Stichting Historische Verzamelingen van het Huis Oranje-Nassau
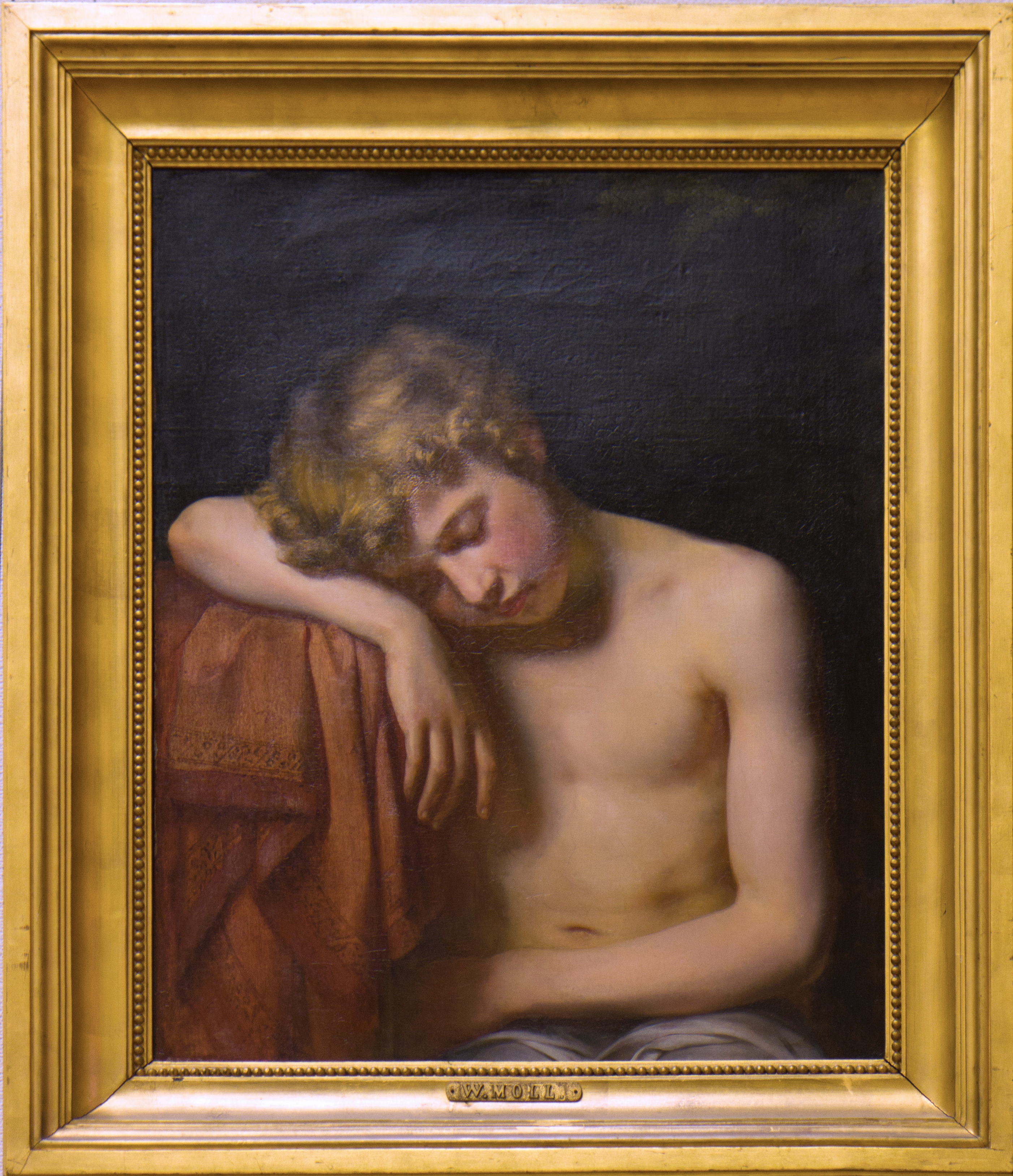
Slapende jongen (ca. 1820-1828), Teylers Museum
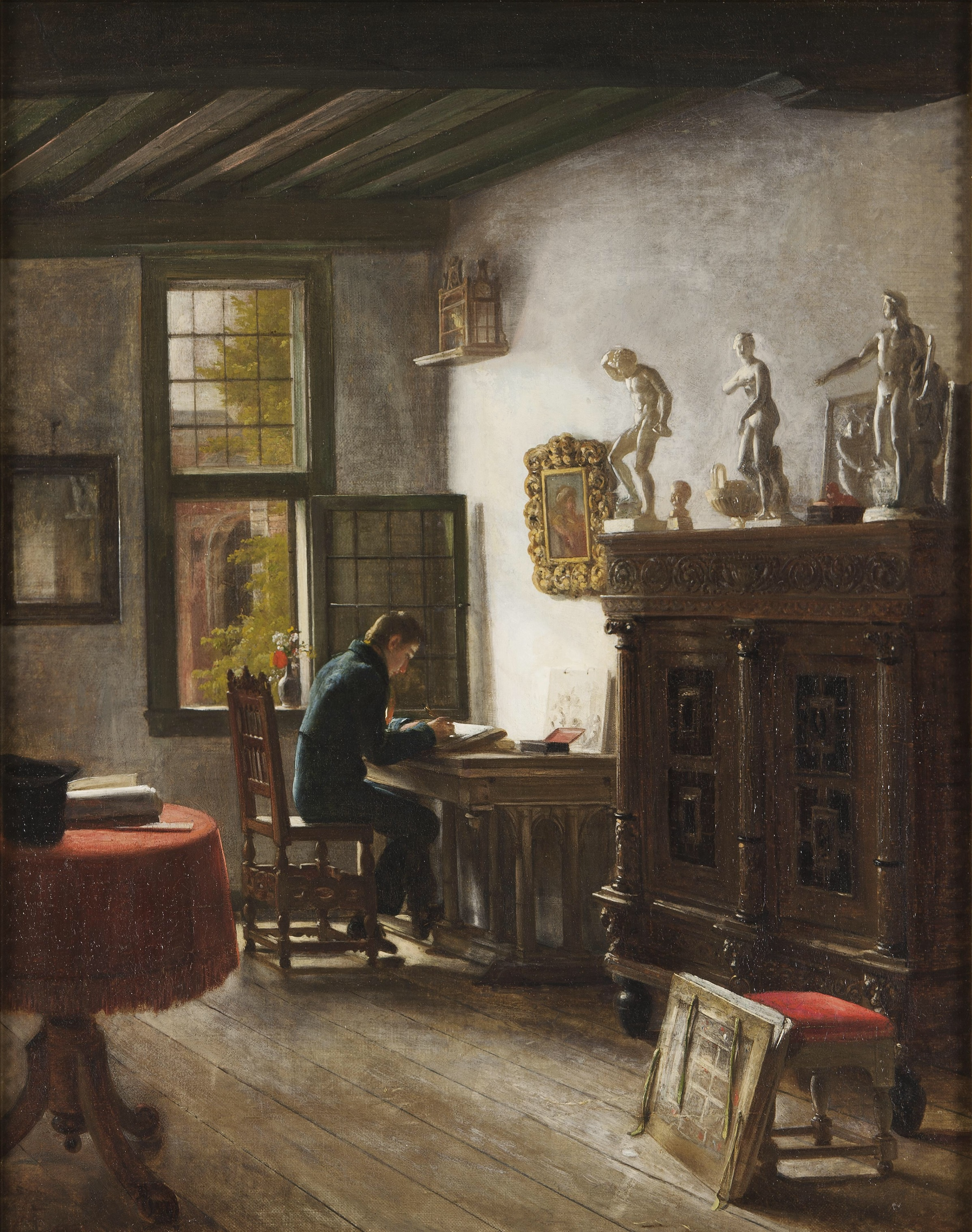
De jonge tekenaar (ca. 1822), Teylers Museum